# Tarbinskia sugonjaevi
Tarbinskia sugonjaevi är en insektsart som beskrevs av Stolyarov 1968. Tarbinskia sugonjaevi ingår i släktet Tarbinskia och familjen Dericorythidae. Inga underarter finns listade i Catalogue of Life.